# .350 Remington Magnum

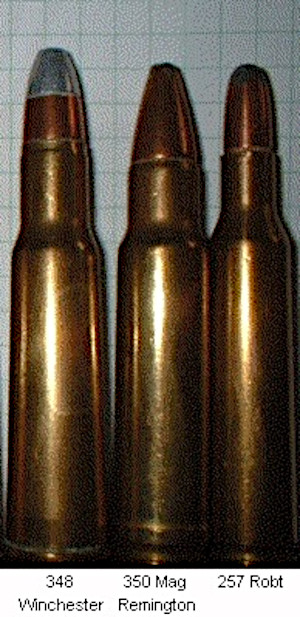

O .350 Remington Magnum é um cartucho de fogo central de rifle, introduzido em 1965 pela Remington Arms Company para o rifle Model 600. Posteriormente, foi oferecido nos rifles Model 660 e Model 700 (algumas das várias configurações de armas para esse cartucho), mas foi descontinuado como câmara regular de fábrica em 1974 após um registro de vendas fraco. 
A Remington também ofereceu o "Model Seven MS" de sua Custom Shop e uma edição limitada do "700 Classic" nos últimos anos com câmara no calibre .350 Remington Magnum. A Remington começou a colocar a munição no cartucho no manual do novo rifle Model 673 em 2002.
Câmaras para o .350 Remington Magnum também foram oferecidas em uma linha de arma de fogo de competição de longo alcance: a pistola Remington XP-100.